# Alliance nationale (Italie)
Pour les articles homonymes, voir Alliance nationale.
Alliance nationale (en italien : Alleanza nazionale, abrégée en AN) était un parti politique italien d'extrême droite. Créé en 1995, héritier du Mouvement social italien, il se dissout le 22 mars 2009 dans Le Peuple de la liberté, dont il devient, un temps, une composante fondatrice. En juillet 2010, une scission de ce nouveau parti se produit, menée par d’anciens d’AN, suivant Gianfranco Fini, en conflit avec Silvio Berlusconi (le groupe parlementaire puis parti politique Futur et liberté pour l’Italie).

## Du MSI à AN
La naissance de AN date du congrès de Fiuggi, une station thermale, en janvier 1995. Le Mouvement social italien (néo-fasciste) procède à une refondation vers des formes plus modérées de droite libérale pour en faire un parti de gouvernement. Nonobstant, l’aile la plus dure du MSI la refusera, guidée par Pino Rauti, elle créera le Mouvement social - Flamme tricolore, qui continue de se situer clairement à l’extrême droite.
Au fil des ans, depuis la disparition du MSI, de nombreux petits partis se sont créés à la droite de AN, avec parfois des personnalités issues de cette dernière : Fronte Sociale Nazionale (it), Forza Nuova, Action sociale (Azione Sociale) ou La Droite (La Destra).
Les dernières défections datent de 2007–2008, où quelques députés de AN suivirent Francesco Storace dans son nouveau parti de La Droite. En 2003, Alessandra Mussolini avait également quitté AN pour créer Liberté d’Action (Libertà di Azione) qui deviendra par la suite Action sociale (Azione Sociale).
En un peu plus de 10 ans, le président de AN Gianfranco Fini, président de la Camera dei deputati, ancien vice-président du Conseil des ministres et ministre des Affaires étrangères, a fait faire au parti un virage marqué au centre-droit de l’échiquier politique, en reniant notamment le racisme, l’antisémitisme, tout en se voulant le parti patriotique par excellence, défendant les valeurs de l’Italie unitaire. Il donna le 11 mai 2008 la « régence » à Ignazio La Russa, à la suite de son élection au perchoir de la Chambre des députés.
Lors de son dernier et ultime Congrès national qui s’est tenu à Rome, à la Fiera di Roma, les 21 et 22 mars 2009, AN a confirmé sa décision de se dissoudre pour intégrer le nouveau parti unitaire de centre-droit Peuple de la liberté.

## Élections
Après un premier succès aux élections législatives de 1996 (plus de 15 % des suffrages exprimés) ses résultats se sont effrités au fil du temps, un électorat rogné notamment par de petits partis d’extrême droite mais surtout par Forza Italia de Silvio Berlusconi avec lequel il a toujours eu une alliance électorale et dont les électeurs potentiels ne voyaient entre les deux partis plus vraiment de différences notables. L’AN disposait en 2005 de 97 parlementaires à la Chambre (élus en 2001, 99), de 47 au Sénat et de 9 députés au Parlement européen. Il obtenait de meilleurs résultats au sud que dans le nord, où il était souvent concurrencé par la Ligue du Nord, sauf à Bolzano où il représentait les intérêts des italophones.
Lors des élections d’avril 2006, il a obtenu 72 députés (− 27), soit environ 12,5 % des suffrages (en coalition avec les listes qui soutenaient Silvio Berlusconi). Au début de 2008, 68 députés étaient inscrits au groupe AN après le départ de quelques-uns vers le parti de La Droite (La Destra).
L’AN a fait partie successivement depuis sa création en 1995 du Pôle des libertés, du Pôle pour les libertés, du Maison des libertés et du Peuple de la liberté, des coalitions électorales de partis de centre-droit, composées notamment de Forza Italia de Silvio Berlusconi, la dernière coalition finira par se transformer en mars 2009 en un parti politique, où se dissoudra définitivement l’AN. Cependant la fondation AN n'a pas été dissoute et continue notamment de financer son organe le Secolo d'Italia.